# Saint-Marcel (Saône-et-Loire)
Saint-Marcel é uma comuna francesa na região administrativa de Borgonha-Franco-Condado, no departamento de Saône-et-Loire. Estende-se por uma área de 10,17 km². Em 2010 a comuna tinha 6 290 habitantes (densidade: 618,5 hab./km²).